# Douillet
Douillet és un municipi francès situat al departament del Sarthe i a la regió de País del Loira. L'any 2007 tenia 303 habitants.

## Demografia

### Població
El 2007 la població de fet de Douillet era de 303 persones. Hi havia 124 famílies de les quals 40 eren unipersonals (28 homes vivint sols i 12 dones vivint soles), 36 parelles sense fills, 40 parelles amb fills i 8 famílies monoparentals amb fills.
La població ha evolucionat segons el següent gràfic:
Habitants censats

### Habitatges
El 2007 hi havia 202 habitatges, 125 eren l'habitatge principal de la família, 41 eren segones residències i 36 estaven desocupats. 199 eren cases i 2 eren apartaments. Dels 125 habitatges principals, 100 estaven ocupats pels seus propietaris, 23 estaven llogats i ocupats pels llogaters i 2 estaven cedits a títol gratuït; 3 tenien una cambra, 9 en tenien dues, 23 en tenien tres, 37 en tenien quatre i 53 en tenien cinc o més. 77 habitatges disposaven pel capbaix d'una plaça de pàrquing. A 51 habitatges hi havia un automòbil i a 60 n'hi havia dos o més.

### Piràmide de població
La piràmide de població per edats i sexe el 2009 era:
| Homes | Edats   | Dones |
| ----- | ------- | ----- |
| 0     | 95 o +  | 0     |
| 0     | 90 a 94 | 0     |
| 0     | 85 a 89 | 0     |
| 4     | 80 a 84 | 8     |
| 8     | 75 a 79 | 12    |
| 4     | 70 a 74 | 0     |
| 20    | 65 a 69 | 8     |
| 4     | 60 a 64 | 20    |
| 4     | 55 a 59 | 12    |
| 4     | 50 a 54 | 4     |
| 12    | 45 a 49 | 4     |
| 0     | 40 a 44 | 8     |
| 12    | 35 a 39 | 0     |
| 12    | 30 a 34 | 12    |
| 8     | 25 a 29 | 24    |
| 8     | 20 a 24 | 0     |
| 4     | 15 a 19 | 4     |
| 0     | 10 a 14 | 0     |
| 0     | 5 a 9   | 16    |
| 20    | 0 a 4   | 8     |

## Economia
El 2007 la població en edat de treballar era de 181 persones, 136 eren actives i 45 eren inactives. De les 136 persones actives 131 estaven ocupades (75 homes i 56 dones) i 5 estaven aturades (2 homes i 3 dones). De les 45 persones inactives 22 estaven jubilades, 12 estaven estudiant i 11 estaven classificades com a «altres inactius».

### Ingressos
El 2009 a Douillet hi havia 132 unitats fiscals que integraven 325 persones, la mediana anual d'ingressos fiscals per persona era de 14.157 €.

### Activitats econòmiques
Dels 8 establiments que hi havia el 2007, 3 eren d'empreses de construcció, 2 d'empreses immobiliàries, 2 d'entitats de l'administració pública i 1 d'una empresa classificada com a «altres activitats de serveis».
Els 2 serveis als particulars que hi havia el 2009 eren lampisteries.
L'any 2000 a Douillet hi havia 23 explotacions agrícoles que ocupaven un total de 1.566 hectàrees.

## Poblacions més properes
El següent diagrama mostra les poblacions més properes.